# Автомобилисты для себя
Автомобилисты для себя (чеш. Motoristé sobě, сокращённо AUTO) — чешская правая непарламентская политическая партия.
Была основана в апреле 2017 года бывшим заместителем председателя Партии свободных граждан Франтишеком Матейкой, как политическое движение с названием «Референдум о Европейском союзе» (чеш. Referendum o Evropské unii). С 2018 по 2022 год имела название «Партия независимости Чешской Республики» (чеш. Strana nezávislosti České republiky, сокращённо SNČR). В мае 2022 года, по соглашению с руководством движения, управление партией перешло к Петру Мацинке, который переименовал движение в «Автомобилисты для себя».

## История

### Основание
Создание нового правого евроскептического движения инициировал бывший председатель Партии свободных граждан Франтишек Матейка, о чём сообщил общественности через свой newsletter. За несколько дней сбора подписей под петицией в поддержку создания нового политического движения было получено более 1500 подписей. Движение было основано 4 апреля 2017 года.
Движение приняло участие в парламентских выборах в октябре 2017 года. Целями движения на выборах были: принятие конституционного закона о референдуме по вопросу о пребывании или выходе Чешской Республики из Европейского Союза; ответственность избранных представителей в национальном парламенте исключительно перед избирателями и гражданами Чешской Республики как основы демократического и свободного общества; право на свободу выражения мнения, объединений, доступа к информации и защиту частной собственности и свободного распоряжения ею; равенство перед законом без различия религии, расы, происхождения или пола и презумпция невиновности в уголовном и административном судопроизводстве; защита прав граждан, гарантированных Конституцией Чешской Республики, Хартией прав и свобод человека и естественными правами. В конце августа получило пожертвование в размере 9 миллионов чешских крон от предпринимателя Иржи Матэлы, однако согласно законам, было обязано вернуть 6 миллионов до 1 апреля 2018 года. На выборах получило 4 276 (0,08%) голосов и не прошло в парламент.

#### Партия независимости Чешской Республики
В феврале 2018 года было переименовано в Партию независимости Чешской Республики, при этом оставаясь политическим движением.
Приняло участие в выборах в Европейский парламент в мае 2019 года. Получило 9 676 (0,40%) голосов и не получило ни одного мандата.
22 мая 2020 года, лидер движения Франтишек Матейка объявил о своей отставке с поста председателя.
На парламентских выборах в октябре 2021 года, поддержали избирательный список «Триколор Свободные Собственники».

### Автомобилисты для себя
В мае 2022 года, новым лидером движения стал менеджер think tank-центра «Институт Вацлава Клауса» Петр Мацинка. Мацинка убедил руководство движения не ликвидировать политический субъект, а на его базе, под его регистрационным номером в списке министерства внутренних дел, реализовать проект на муниципальных выборах 2022 года в Праге. После избрания Мацинки председателем, действующие члены руководства движения подали в отставку и согласились с преобразованием движения в совершенно новую организацию.
В июне 2022 года движение изменило своё название на «Автомобилисты для себя» (Motoristé sobě, с официальной аббревиатурой «AUTO») путем внесения изменений в устав. На муниципальных выборах критиковала действовавшее пражское городское руководство, называя их «велофанатиками», критиковала также экологические движения и организации, которые устраивали шествия по внутренним шоссе города, а также предлагала ввести бесплатный проезд в общественном транспорте. Движение получило на выборах 2,29% голосов и не прошло в Пражское городское собрание.
Движение объявило о том, что примет участие в выборах в Европейский парламент, и изначально вело переговоры о сотрудничестве с «Свободными». Однако в январе 2024 года, движение объявило о формировании коалиции с центристским популистским движением «Присяга», которое возглавлял Роберт Шлахта. Коалиция критиковала Европейскую комиссию и её председательницу Урсулу фон дер Ляйен, а также Green Deal, запрет на продажу автомобилей на ископаемом топливе, зелёную политику, мультикультурализм, массовую миграцию, отмену права вето для стран-членов ЕС и другое. «Суперлидером» коалиционного избирательного списка стал беспартийный бывший автогонщик, предприниматель, инфлюэнсер и политический комментатор Филип Турек. Неожиданно, коалиция получила 304 623 (10,26%) голосов и тем самым получила два мандата в чешской делегации в Европейском парламенте. Среди всех лидеров по преференциальным голосам, Филип Турек занял второе место с 152 196 голосами, тем самым, получил 49,96% голосов избирателей, проголосовавших за коалицию.
В июле 2024 года, бывший член Свободных, и муниципальный депутат Остравского района Витковице Матей Грегор, объявил о создании молодёжной организации партии, которая получило название «Поколение Мотор» (чеш. Generace Motor). На выборах в Сенат в сентябре 2024 года, подержало лидера Присяги Роберта Шлахту в 56-м избирательном округе (Бржецлав) и выдвинуло своего кандидата Бориса Счастного (бывший депутат и член ODS, врач) в 17-м избирательном округе (Прага 12).
В декабре 2024 года прошёл первый конгресс партии, на котором Филип Турек был избран «почётным президентом партии» (при том, так и не вступил в партию). А также был избраны заместители председателя партии и намечены цели на парламентских выборах в 2025 году.